# Ancien château de Drugy
L'ancien château de Drugy est aujourd'hui un ensemble de bâtiments agricoles située sur le territoire de la commune de Saint-Riquier, dans le département de la Somme. C'est dans une salle de ce château que Jeanne d'Arc a été détenue prisonnière, en 1430.

## Historique
Au Moyen Âge, Drugy, hameau situé à un kilomètre de Saint-Riquier, fut le siège d'une seigneurie dépendante de l'abbaye de Saint-Riquier, son existence est connue depuis 831. Un château aurait déjà existé en 1217 mais, c'est sous l'abbatiat de Gilles de Marchemont que de grands travaux de fortification furent entrepris en 1272. L'abbé Philippe du Fossé ordonna des réparations en 1361.
En septembre 1430, Jeanne d'Arc fut enfermée dans le château. La salle où elle fut détenue est toujours visible.  
La Guerre de Cent Ans ayant ruiné l’édifice, Pierre Le Prestre, abbé de Saint-Riquier le fit reconstruire de 1457 à 1465. Hugues Caillerel, ancien abbé y mourut en 1462. Il était natif de Poligny, comté de Bourg, père naturel de Huguette du Hamel, future abbesse de Port-Royal-des-Champs, aux mœurs aussi légères que son géniteur.
En 1475, sur ordre du roi de France Louis XI, l’abbaye de Saint-Riquier et le château de Drugy furent incendiés.  Le château continua cependant d’être occupé jusqu’à son démantèlement en 1709.
Les vestiges de la tour du cachot de Jeanne d'Arc sont protégés au titre des monuments historiques : inscription par arrêté du 7 septembre 1943.

## Caractéristiques
Selon les chroniques, le château se composait d'une grosse tour et de huit tourelles. Du château médiéval ne restent qu'une salle voûtée d’ogives à l'angle nord-ouest et une fenêtre en tiers point à deux lancettes dans l'un des bâtiments au sud.
Dans le troisième quart du XVIIIe siècle, le château fut partiellement reconstruit et transformé en ferme reprenant le plan polygonal de l'ancienne forteresse. La grange à l'est porte sur son pignon des fers d'ancrages indiquant la date de 1766. 
Les autres corps de bâtiments ont une élévation sur deux niveaux pour les parties d'habitations au nord et à l'est, sur un niveau pour les étables et les granges. La salle dite « cachot de Jeanne d'Arc » est couverte en tuiles plates.